# Délégation de la République arménienne
Ne doit pas être confondu avec Délégation nationale arménienne.
La Délégation de la République arménienne est une mission diplomatique arménienne formée fin 1918 et émanant de la Première République arménienne (1918-1920) pour la représenter lors de la conférence de la paix de Paris, puis un gouvernement en exil et une organisation qui continue d'exister dans la capitale française jusqu'en 1965.

## Historique

### La conférence de la paix de Paris (janvier – août 1919)

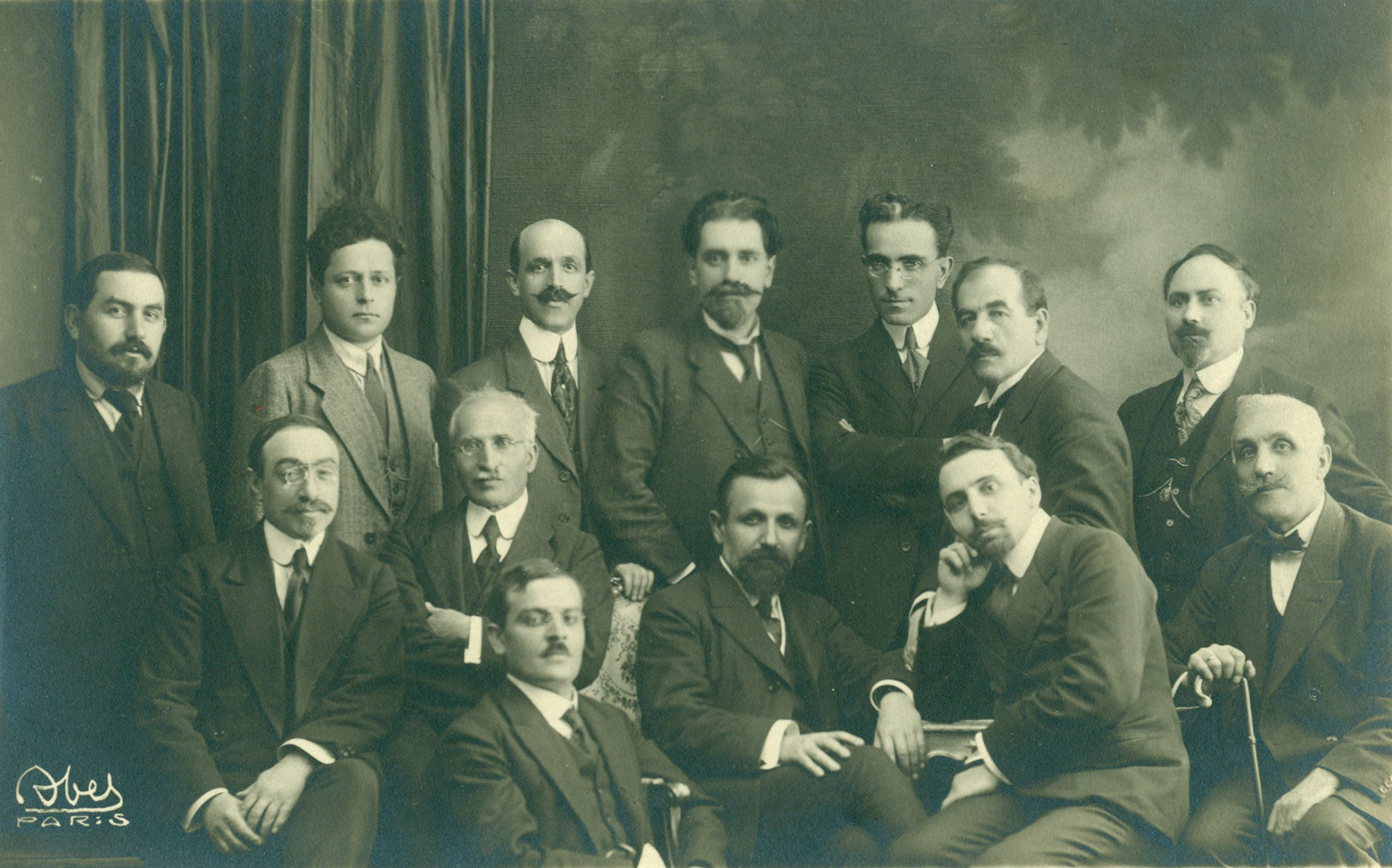
La Délégation de la République arménienne en 1919

La Délégation de la République arménienne est formée fin 1918 par le Khorhourt, c'est-à-dire l'Assemblée nationale d'Arménie. Les autorités de la République démocratique d'Arménie placent l'écrivain et homme politique Avetis Aharonian à sa tête, et elle est composée par d'autres personnalités dont Mikaël Papadjanian, Hamo Ohandjanian puis le général Korganov et le populiste Armen Piralian.
La Délégation met deux mois à se rendre à Paris pour la conférence de la paix de Paris de 1919 et n'arrive qu'en février,. Elle se trouve à la conférence en même temps que la Délégation nationale arménienne, qui la précède, dirigée par Boghos Nubar Pacha. Elles y sont plus ou moins concurrentes, et la présence de la Délégation menée par A. Aharonian, loin d'avoir l'influence de Boghos Nubar, irrite ce dernier. En effet, Boghos Nubar représente les Arméniens de l'Empire ottoman tandis qu'Avetis Aharonian est considéré par ses détracteurs comme représentant seulement les Arméniens de l'Empire russe voire la Fédération révolutionnaire arménienne qui contrôle la République arménienne.
La Délégation de la République arménienne a pour revendications l'élargissement de la République en Transcaucasie, l'annexion des six vilayets au détriment de la Turquie, ainsi que l'obtention d'un corridor vers la Mer Noire via le vilayet de Trébizonde,. Face à lui, la Délégation nationale arménienne est bien plus ambitieuse, revendiquant un territoire s'étendant du Caucase à l'est jusqu'à la Cilicie à l'ouest.
Avetis Aharonian finit par se rallier aux revendications de Boghos Nubar. De ce fait, les deux délégations se réunissent le 12 février 1919 en une Délégation de l'Arménie intégrale (Delegation of Integral Armenia), bien qu'elles restent autonomes en son sein. C'est ensemble qu'elles rédigent le Mémorandum sur la question arménienne destiné à être présenté à la conférence de la paix. Dans celui-ci, les Arméniens demandent un large territoire ainsi que le paiement de réparations par la Turquie. Le Conseil des Dix consent à écouter la Délégation, qui lui expose ledit Mémorandum le 26 février 1919,,. Cependant, les Arméniens n'obtiennent pas de siège à la table des négociations.
Fin février et pendant les semaines qui suivent, les délégations arméniennes continuent de fournir de nombreux documents aux diplomates présents, plutôt bien accueillis par les Américains mais recevant un accueil plus réservé de la part des Français. Cette conception de l'Arménie enthousiasme les Arméniens eux-mêmes, sauf certains membres du gouvernement arménien, à l'instar de Rouben Ter Minassian ou Hovannès Katchaznouni, qui craignent qu'elle alimente le nationalisme turc.
Symbole de l'union entre les deux délégations, leurs deux meneurs signent ensemble un article intitulé « La Cause arménienne » dans la revue La Paix des peuples, dans lequel ils expliquent notamment que « Ce serait donc un déni de justice que de séparer les anciens territoires de l'Arménie turque de ceux de l'Arménie russe, sous quelque prétexte ou sous quelque forme que ce soit ; ce serait pour ainsi dire dépecer un corps vivant et ce serait aussi créer une cause permanente de nouvelles persécutions, de nouvelles oppressions et de nouvelles effusions de sang ».
De plus, elles organisent ensemble un banquet franco-arménien le 17 juillet 1919 pour fêter la victoire des Alliés lors de la guerre. Sont présents les députés Denys Cochin et Charles Guernier, mais aussi Paul Fleurot, Gustave Schlumberger, Auguste Gauvain, Alfred Vallette, Camille Mauclair, Gabriel Mourey, Henri Coulon, Ludovic de Contenson, Gaston Deschamps, l'abbé Delarue, Frédéric Macler, Paul Desfeuilles, Émile Pignot, etc.. Devant cette assemblée, Archag Tchobanian, Boghos Nubar Pacha et Avetis Aharonian prononcent un discours.

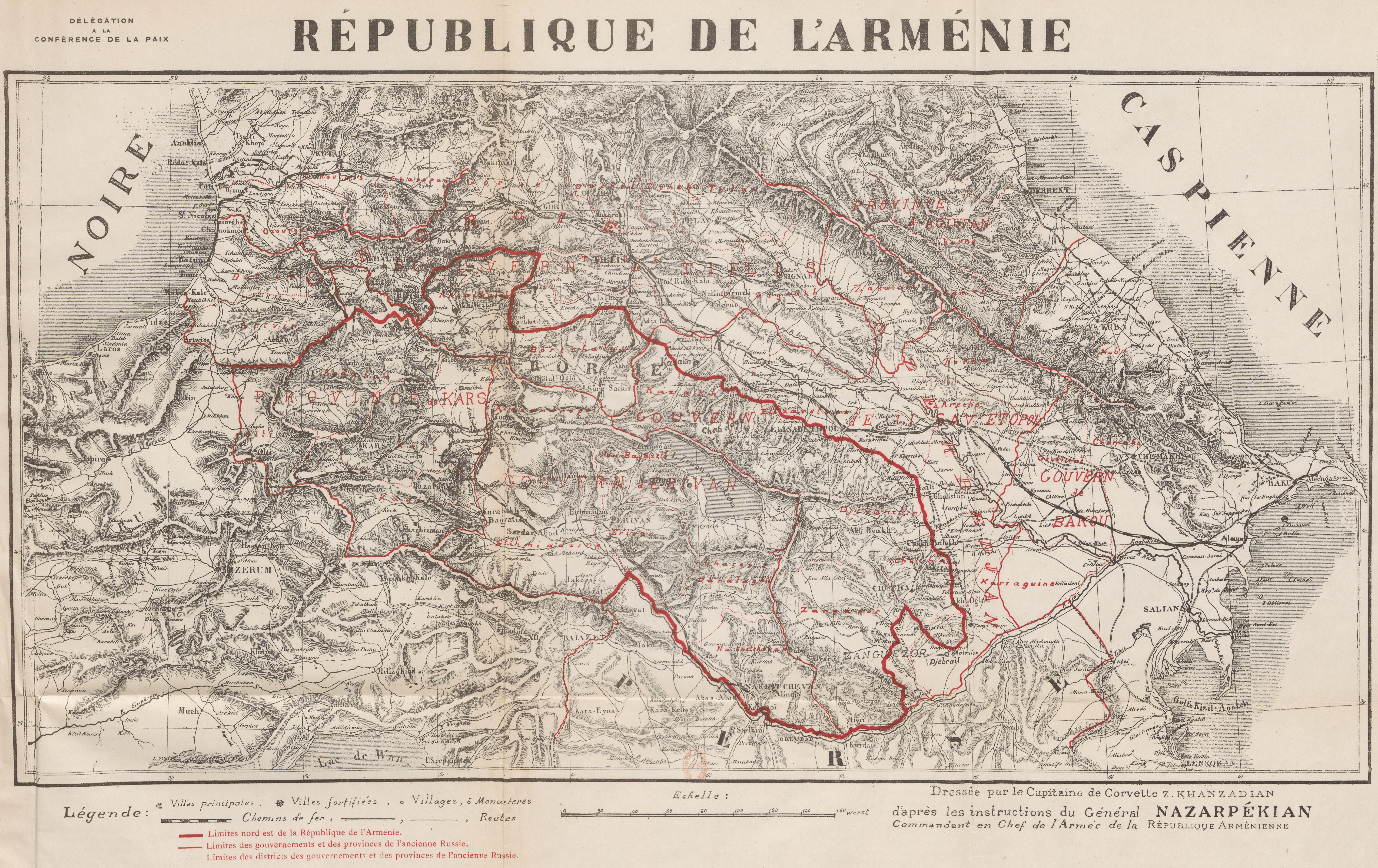
Carte présentée par la Délégation à la Conférence de la paix.

### Le traité de Sèvres (10 août 1920)
Le traité de Sèvres est conclu le 10 août 1920 et l'Arménie, toujours représentée par la Délégation de la République arménienne, a cette fois-ci sa place à la table des négociations et fait partie des signataires. Le traité lui donne partiellement satisfaction : en effet, par son article 88, le traité stipule que la Turquie reconnaît l'Arménie comme un État libre et indépendant ; par son article 89, la Turquie et l'Arménie acceptent de soumettre au président des États-Unis la question de la frontière qui doit être fixée entre la Turquie et l'Arménie dans les vilayets d'Erzurum, de Trébizonde, de Van et de Bitlis et d'accepter sa décision. Cependant, le traité de Sèvres ne fait aucune mention de la Cilicie.
Alors qu'il est signé par le gouvernement ottoman, Mustafa Kemal refuse quant à lui le traité de Sèvres, et les forces kémalistes l'emportent face aux forces arméniennes lors de la guerre arméno-turque (septembre – décembre 1920). Avec l'invasion de l'Arménie par l'Armée rouge qui a lieu au même moment, la République arménienne disparaît, ses leaders fuient le pays, et la Délégation se constitue en gouvernement en exil.

### Les conférences de Londres (février – mars 1921)
La Conférence de Londres s'ouvre en partie pour régler le problème turc. La Turquie y est représentée par deux délégations, une ottomane et une kémaliste, en position de force grâce à ses succès face aux Arméniens et les bonnes relations entretenues avec les Soviétiques.
La Délégation de la République arménienne, affaiblie par la disparition de l’État qu'elle est censée représenter, se trouve à la conférence et est alors renforcée par le général Jaques Bagratouni, Mikaël Varandian, Armen Garo et Alexandre Khatissian (qui quitte Tiflis le 13 février et arrive à Londres deux semaines plus tard). Comme le note Anahide Ter Minassian, « la Délégation de la République cherche à faire valoir auprès des hommes politiques anglais et français l'existence d'un Gouvernement de Salut Public garant d'une Arménie indépendante ».
Les Alliés font des concessions mais Lloyd George exige que les Turcs reconnaissent « les droits des Arméniens sujets ottomans à posséder un Foyer national sur les frontières orientales de l'Anatolie ». Cette notion de « foyer » constitue donc un net recul par rapport au traité de Sèvres, recul dénoncé par la Délégation de la République arménienne et la Délégation nationale arménienne, qui demandent toutes les deux le respect du traité de Sèvres dans son intégralité. La Délégation menée par Avetis Aharonian rejette cette révision là où celle de Boghos Nubar finit par s'y résigner.

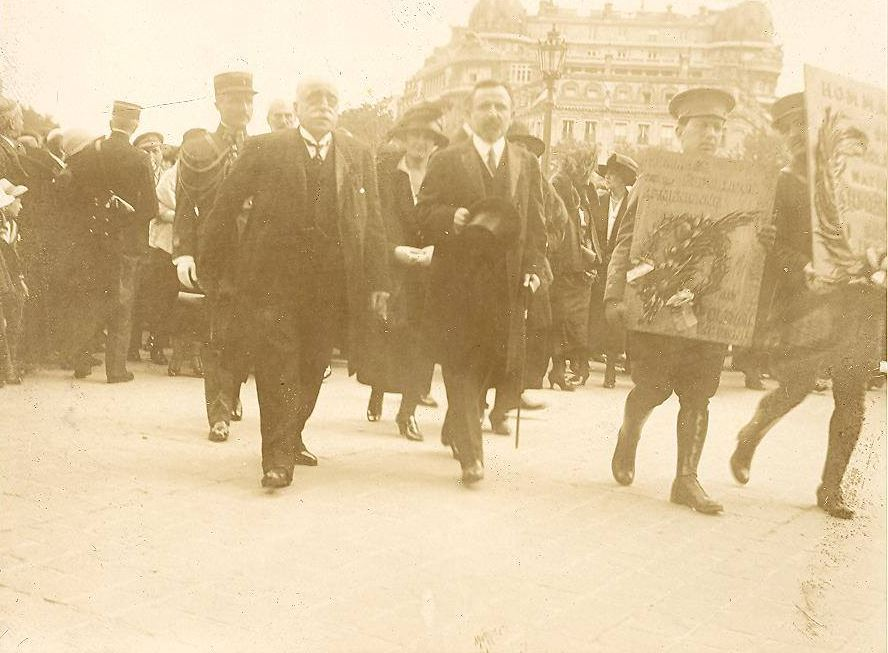
Boghos Nubar Pacha et Avédis Aharonian sur la place de l'Étoile.
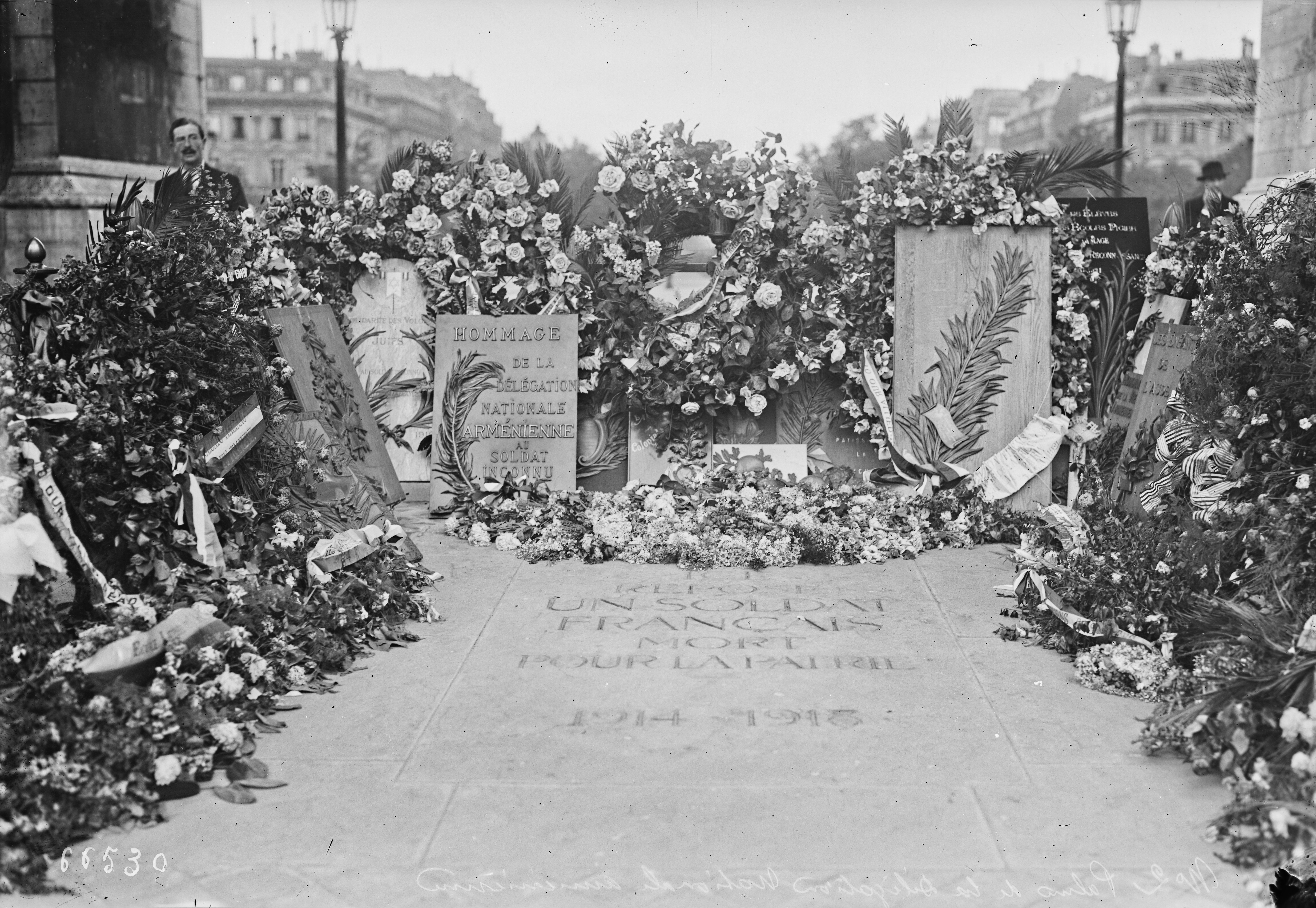
Hommage de la Délégation nationale arménienne au soldat inconnu en 1921.

### La conférence de Lausanne (novembre 1922 – juillet 1923) et le traité de Lausanne (24 juillet 1923)
Lors de la conférence de Lausanne de 1922-1923, les Arméniens ne sont pas invités. Certains d'entre eux, comme Avetis Aharonian, Alexandre Khatissian, Lévon Pachalian ou encore Gabriel Noradounghian, sont sur place. Selon l'historienne Anahide Ter Minassian, ils « hantent pendant plusieurs mois les coulisses de la Conférence, frappent à toutes les portes, s'épuisent en démarches pour rappeler aux Alliés leurs promesses, mènent une dernière et vaine bataille diplomatique autour de la question arménienne ». Ils présentent un nouveau Mémorandum dans lequel ils demandent la création d'un « foyer arménien en Turquie » voué à accueillir les 700 000 réfugiés arméniens ainsi qu'une potentielle cession de territoire turc à la République arménienne. Cependant, ils se heurtent aux Alliés qui ne souhaitent pas l'expansion territoriale de l'Arménie soviétique.
Le traité de Lausanne remplace le traité de Sèvres et met fin aux velléités d'autonomie de l'Arménie occidentale ou de son rattachement à l'Arménie orientale au sein d'une grande Arménie.

### Après les conférences
Outre ses activités diplomatiques, il est difficile de retracer précisément l'histoire de la Délégation de la République arménienne après la chute de la Première République arménienne. Gouvernement en exil, elle continue par exemple d'émettre des papiers pour certains Arméniens exilés avec la mention « au nom de la République arménienne ». Par exemple, le représentant à Marseille de la République arménienne, Tigran Mirzayantz, est chargé, comme l'atteste une correspondance de 1922, des réfugiés arméniens arrivant dans la cité phocéenne, et conserve son rôle de consul alors même que l'État arménien n'existe alors plus.
Cette situation prend fin en 1924 lorsque l'URSS est reconnue par la France, qui ne reconnaît dès lors donc plus l'existence d'une nationalité arménienne,.

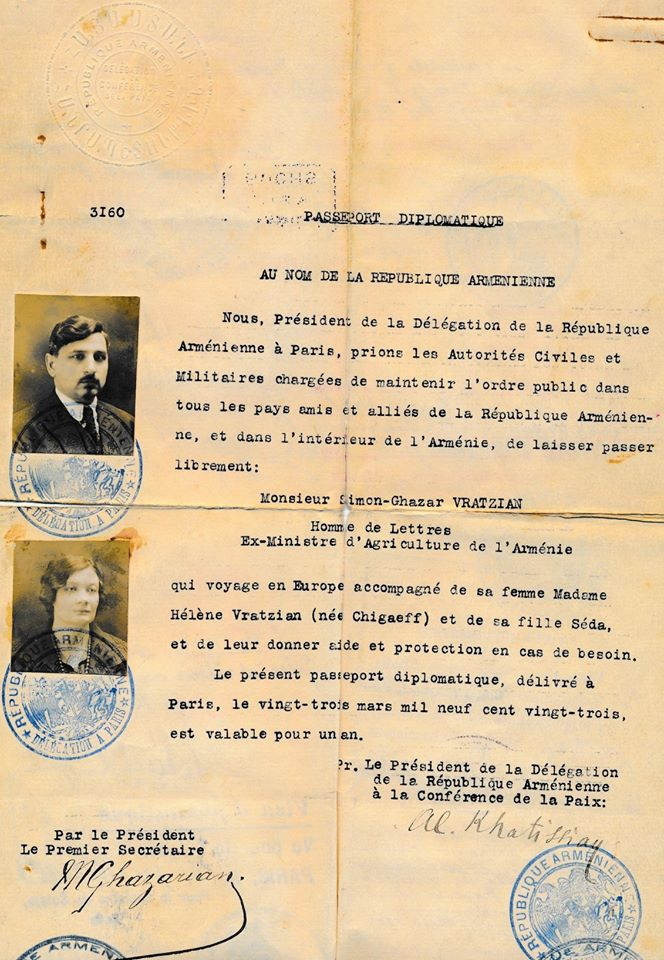
Le passeport diplomatique de Simon Vratsian et de sa femme émis le 23 mars 1923.
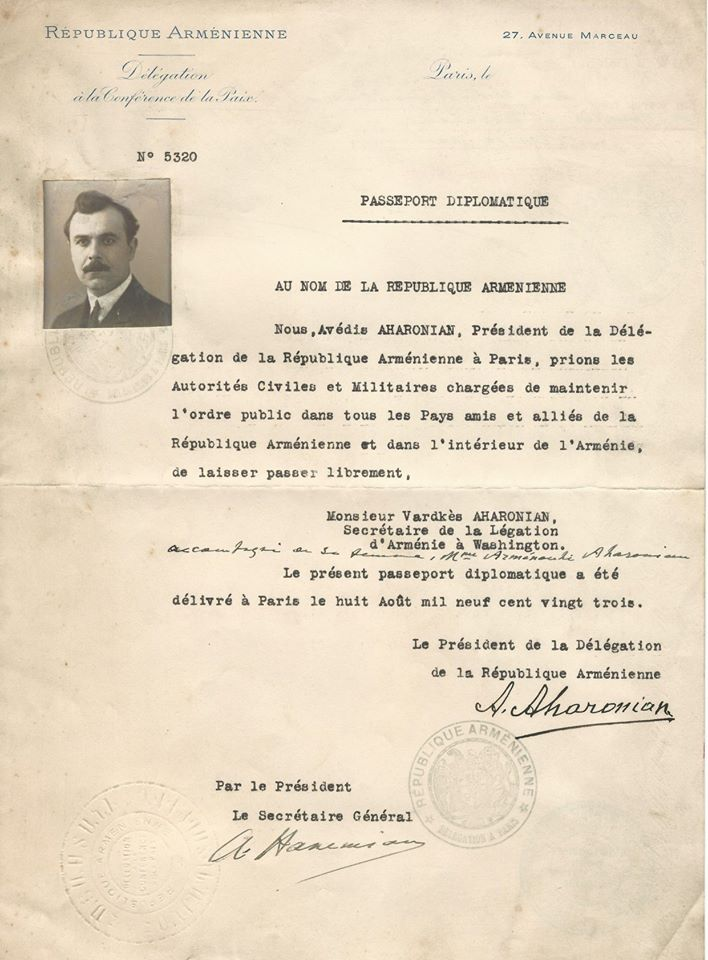
Le passeport diplomatique de Vartkes Aharonian émis le 8 août 1923.

Rapidement, à l'image de la Délégation nationale arménienne, la Délégation se transforme dans les années 1924-1925 en Office des réfugiés arméniens.
Cependant, il semblerait qu'elle continue d'exister aussi en tant que telle. En effet, comme le rapporte Anahide Ter Minassian, jusqu'à la Seconde Guerre mondiale, sous la présidence d'Alexandre Khatissian, elle défend, auprès de la Société des Nations et des arménophiles français, les revendications arméniennes dont l'application du Traité de Sèvres, l'indépendance de l'Arménie ou encore le retour des réfugiés sur leurs terres natales. En 1965, la FRA « liquide la Délégation de la République arménienne qui maintenait à Paris, sous son dernier président, le libraire orientaliste Hrant Samuelian, la fiction d’un gouvernement en exil ». Le parti remplace cette délégation par le Comité de défense de la cause arménienne, à qui revient la tâche de sensibiliser l’opinion publique française au sujet de la reconnaissance du génocide arménien par l’État turc.

## Publications
- Memorandum sur la question arménienne, Paris, impr. M. Flinikowski, 1919, 14 p. (BNF 33879404, lire en ligne sur Gallica)
- La Question arménienne devant la Conférence de la paix, Paris, Impr. de P. Dupont, 1919, 25 p. (BNF 31028029, lire en ligne sur Gallica)
- Avetis Aharonian et Boghos Nubar Pacha, « La Question arménienne », La Paix des peuples : revue internationale de l'organisation politique et économique du monde,‎ 10 mars 1919, p. 214-236 (lire en ligne [PDF])
- L'Arménie transcaucasienne : Territoires, frontières, ethnographie, statistique, Paris, Impr. Veradzenount, 1919, 53 p. (BNF 33857194, lire en ligne sur Gallica)
- La république Arménienne et ses voisins : Questions territoriales, Paris, Impr. Veradzenout, décembre 1919, 30 p. (BNF 33857195, lire en ligne sur Gallica)
- Données statistiques des populations de la Transcaucasie : Réponse au Mémorandum de la Délégation de la République de l'Azerbaïdjan, Paris, Impr. Veradzenount, janvier 1920, 19 p. (BNF 33857192, lire en ligne sur Gallica)
- La République arménienne, Paris, Impr. Veradzenount, 1920, 26 p. (BNF 33338808, lire en ligne sur Gallica)
- L'Arménie au point de vue économique : Richesses minérales - Réserves aqueuses - Chemin de fer - Agriculture, Paris, Publications de la Délégation de la République arménienne / Presses universitaires de France, 1922, 119 p. (BNF 33857190, lire en ligne sur Gallica)
- L'Arménie et la Question arménienne avant, pendant et depuis la guerre, Paris, Hagop Turabian éditeur, 1922, 145 p. (BNF 33857191, lire en ligne sur Gallica)